# Andreas Kupfer
Andreas Kupfer (Schweinfurt, 7 maggio 1914 – 30 aprile 2001) è stato un calciatore tedesco, di ruolo centrocampista.